# Cyathea suprapilosa
Cyathea suprapilosa är en ormbunkeart som beskrevs av Lehnert. Cyathea suprapilosa ingår i släktet Cyathea och familjen Cyatheaceae. Inga underarter finns listade.